# Мите Чобанов
Мите (Мици, Димитър) Чобанов (Чубанов) е български революционер, деец на Вътрешната македоно-одринска революционна организация.

## Биография
Мите Чобанов е роден през 1869 година в град Енидже Вардар (Па̀зар), тогава в Османската империя, днес в Гърция. Занимава се с рогозинарство, но в същото време членува във ВМОРО.
След като гърците завземат областта, Мите Чобанов е изпратен на заточение на остров Трикери, където намира смъртта си.